# Cantone di Belmont-de-la-Loire
Il Cantone di Belmont-de-la-Loire era una divisione amministrativa dell'arrondissement di Roanne.
È stato soppresso a seguito della riforma complessiva dei cantoni del 2014, che è entrata in vigore con le elezioni dipartimentali del 2015.
Comprendeva i comuni di:
- Arcinges
- Belleroche
- Belmont-de-la-Loire
- Le Cergne
- Cuinzier
- Écoche
- La Gresle
- Saint-Germain-la-Montagne
- Sevelinges